# ولفسبرگ (کارینتیا)
شهر ولفسبرگ (به آلمانی: Wolfsberg, Carinthia) در استان  کرنتن با جمعیت  ۲۵٬۳۶۱  نفر در کشور اتریش واقع شده‌است.